# Chiaki Ishikawa

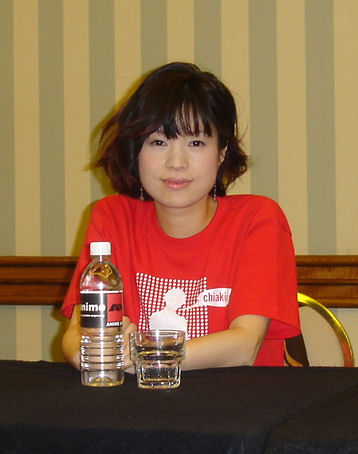
Chiaki Ishikawa auf der Anime Expo 2007

Chiaki Ishikawa (japanisch 石川 智晶 Ishikawa Chiaki, bei gleicher Aussprache auch 石川 千亜紀 oder 石川 知亜紀 geschrieben; * 29. März 1969 in Tokio, Japan) ist eine japanische Sängerin und die führende Vokalistin des Duos See-Saw. Viele der von ihr oder in Zusammenarbeit mit anderen Musikern entstandene Titel wurden als Titelmelodien für Anime-Serien verwendet.

## Leben
Bereits in jungen Jahren war sie Mitglied des Schulchores. Später stieg sie in die Band ihrer größeren Schwester ein und gab als Sängerin für die Oberschul-Band im Umkreis von Tokio viele Auftritte. 1993 gründete sie zusammen mit Yuki Kajiura und Yukiko Nishioka die Band See-Saw, aus der Yukiko bereits im folgenden Jahr austrat, um ihre Karriere als Schriftstellerin fortzusetzen. Noch als Trio brachte die Band am 25. Juli 1993 die erste Single SWIMMER (うた) heraus, der am 19. September desselben Jahres das erste Album I Have a Dream folgte. Nach drei Jahren und der Veröffentlichung von sechs Singles und zwei Alben endete vorübergehend die Zusammenarbeit dieser Formation.
Noch innerhalb dieser drei Jahre schrieb Chiaki auch Titel für andere Künstler und begann eine Karriere als Solo-Sängerin unter dem Namen Somali. So veröffentlichte sie 1999 mit Magnolia ihr erstes Solo-Album und gab zahlreiche Auftritte in Tokio und dessen Umgebung. Im Jahr 2001 fanden die zwei Bandmitglieder von See-Saw wieder zusammen, produzierten aber diesmal den Soundtrack für die Anime-Fernsehserie Noir. Dieser Produktion folgten weitere Titel und Alben zu Animeserien wie Mobile Suit Gundam Seed, dessen Album Anna ni Issho Datta noni es auf Platz 5 der Oricon-Charts schaffte und den bis dahin größten Erfolg der Formation darstellte.
Nach der Veröffentlichung des dritten Albums Dream Field von See-Saw und des Solo-Albums Inner Garden im Jahr 2003, brachte sie 2004 eine weitere Solo-Single Ame no Hi ni Koi o Shita / Haru heraus. Da See-Saw, insbesondere Yuki Kajiura, im Umfeld der Animeproduzenten enge Kontakte geknüpft hatte, produzierte die Formation auch weiterhin Singles und Alben zu bekannten Werken. So erschien 2005 die Single Kimi wa Boku ni Nite Iru, welche die Abspannmelodie von Mobile Suit Gundam Seed Destiny darstellte und erreichte Platz 4 der Oricon-Charts. Diesem Trend folgend, erschien 2006 Utsukushikereba Sore de Ii, eine Single zu dem Anime Simoun.
Im Juli des Jahres trat sie beim Animelo Summer Live 2006 im Nippon Budōkan auf und sang dort Utsukushikereba Sore de Ii und Anna ni Issho Datta noni vor mehr als 10000 Fans.
Am 22. August 2007 veröffentlichte sie die Single Uninstall, welche im Vorspann zum Anime Bokurano verwendet wurde. Dieser folgte im November desselben Jahres mit 1/2 eine weitere Single, die unter anderen in der dritten Staffel von You’re Under Arrest! zur musikalischen Untermalung dient.
Auf der Anime Expo 2007 gehörte sie zu den von Victor Entertainment geladenen Ehrengästen, zu denen unter anderen auch Aya Hirano, Eisaku Inoue, Mary Elizabeth McGlynn, Masaru Kitao und Minori Chihara gehörten.

## Diskografie

### Studioalben
| Jahr | Titel                                                        | Höchstplatzierung, Gesamtwochen, AuszeichnungChartsChartplatzierungen (Jahr, Titel, Platzierungen, Wochen, Auszeichnungen, Anmerkungen) | Anmerkungen                              |
| Jahr | Titel                                                        | JP | Anmerkungen                              |
| ---- | ------------------------------------------------------------ | --- | ---------------------------------------- |
| 1999 | Magnolia (マグノリア) Magunoria                              | — | Erstveröffentlichung: 23. Juni 1999      |
| 2003 | Inner Garden                                                 | — | Erstveröffentlichung: 3. Dezember 2003   |
| 2007 | Boku wa Mada Nani mo Shiranai. (僕はまだ何も知らない。)      | JP28 (7 Wo.)JP | Erstveröffentlichung: 27. August 2007    |
| 2009 | Daremo Oshiete Kurenakatta Koto (誰も教えてくれなかったこと) | JP28 (5 Wo.)JP | Erstveröffentlichung: 30. September 2009 |
| 2012 | Kono Sekai o Darenimo Katarasenai Yō Ni                      | JP24 (5 Wo.)JP | Erstveröffentlichung: 25. April 2012     |
| 2014 | Zenya                                                        | — | Erstveröffentlichung: 5. März 2014       |
| 2014 | Watashi no Kokoro wa Sou Ittenai                             | JP43 (2 Wo.)JP | Erstveröffentlichung: 8. Oktober 2014    |
| 2015 | Monogatari no Saisho to Saigo wa Iranai                      | JP40 (2 Wo.)JP | Erstveröffentlichung: 16. September 2015 |
| 2017 | Swan no Yume ga Imi Suru Mono Wa                             | — | Erstveröffentlichung: 8. März 2017       |
| 2021 | 理由がないのが理由                                           | — | Erstveröffentlichung: 6. Oktober 2021    |

### Singles
| Jahr | Titel Album                                         | Höchstplatzierung, Gesamtwochen, AuszeichnungChartsChartplatzierungen (Jahr, Titel, Album, Platzierungen, Wochen, Auszeichnungen, Anmerkungen) | Anmerkungen                             |
| Jahr | Titel Album                                         | JP | Anmerkungen                             |
| ---- | --------------------------------------------------- | --- | --------------------------------------- |
| 2004 | Ame no Hi ni Koi o Shita (雨の日に恋をした) –       | — | Erstveröffentlichung: 4. Februar 2004   |
| 2006 | Utsukushikereba Sore de Ii (美しければそれでいい) – | JP34 (6 Wo.)JP | Erstveröffentlichung: 19. April 2006    |
| 2007 | Namida (涙) –                                       | — | Erstveröffentlichung: 21. März 2007     |
| 2007 | Uninstall (アンインストール) –                      | JP13 Gold (Mobile Downloads) · (16 Wo.)JP | Erstveröffentlichung: 13. Juni 2007     |
| 2007 | 1/2 –                                               | — | Erstveröffentlichung: 21. November 2007 |
| 2008 | Prototype –                                         | JP3 (11 Wo.)JP | Erstveröffentlichung: 3. Dezember 2008  |
| 2009 | First Pain –                                        | JP45 (4 Wo.)JP | Erstveröffentlichung: 29. Juli 2009     |
| 2010 | Gyakko –                                            | JP32 (6 Wo.)JP | Erstveröffentlichung: 4. August 2010    |
| 2010 | Gyakko –                                            | JP18 (5 Wo.)JP | Erstveröffentlichung: 6. Oktober 2010   |
| 2011 | Fukanzen Nenshou / Switch ga Haittara –             | JP19 (11 Wo.)JP | Erstveröffentlichung: 27. Juli 2011     |
| 2013 | Sayonara Tte iu / Sono Gyaku –                      | JP42 (5 Wo.)JP | Erstveröffentlichung: 17. April 2013    |

### Beteiligung als Songwriterin
- 1994: Ai ni Kite (逢いにきて, Text und Musik) gesungen von Hiromi Nagasaku
- 1995: Boku-tachi no Start (僕たちのスタート, Boku-tachi no Sutāto, Text und Musik) gesungen von Hironobu Kageyama
- 2003: Ima, Kono Shunkan ga Subete (今、この瞬間がすべて, nur Text) gesungen von Sōichirō Hoshi